# Philippe Rochat

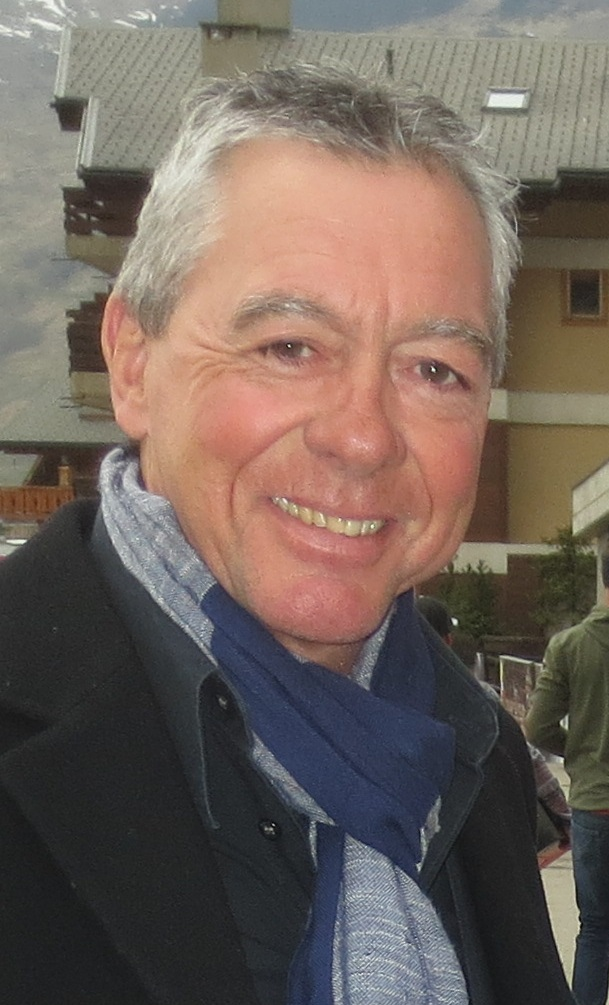
Philippe Rochat (2014)

Philippe Rochat (* 29. November 1953 in Sentier; † 8. Juli 2015 in Cheseaux-sur-Lausanne) war ein Schweizer Koch. Rochat war neben Horst Petermann der bislang einzige Nichtfranzose, der zum Membre de la chambre syndicale de la Haute Cuisine Française ernannt wurde.

## Leben
Rochats Mutter starb bereits, als er neun Jahre alt war und er wuchs als Halbwaise auf. 
Seine Ausbildung zum Koch begann er als Vierzehnjähriger bei Marcel Cavuscens in Romont. Weiter lernte er u. a. in der Hotelgastronomie des Zürcher Savoy Baur en Ville sowie bei Paul Bocuse in Lyon.
1980 begann er in der Küchenbrigade Frédy Girardets in Crissier und wurde 1989 dessen Küchenchef. 1995 heiratete Rochat die Langstreckenläuferin Franziska Moser. Beide übernahmen am 1. Dezember 1996 das Girardet und führten es zunächst unter dem Namen Rochat, bis es 1998 in L’Hôtel de Ville umbenannt wurde. Das Restaurant blieb weiterhin mit drei Michelin-Sternen ausgezeichnet und hielt 19 Punkte im Gault-Millau. 
Zudem wurde es ab 2005 mehrmals im Ranking The World’s 50 Best Restaurants gelistet.
Rochats Frau verunglückte 2002 tödlich. 2007 lernte er seine spätere neue Partnerin, die Skilangläuferin Laurence Rochat kennen.
Im April 2012 übergab Rochat sein Restaurant an seinen langjährigen Sous-Chef Benoît Violier, der bereits seit 1996 in der Küche des Restaurants tätig war, blieb aber Mitglied des Verwaltungsrates des Betriebs. 
Auch war er weiterhin als Berater der Gastronomie tätig und gründete zusammen mit den Köchen Lazare Saguer und Michel Hug einen kulinarischen Vertrieb.
Rochat war leidenschaftlicher Radsportler. Am 8. Juli 2015 erlitt er während solch einer Ausfahrt einen Schwächeanfall und verstarb noch an der Unglücksstelle. 
Rochats Bestattung fand im Anschluss einer grossen Trauerfeier in der Kathedrale Notre-Dame in Lausanne am 11. Juli 2015 statt.

## Veröffentlichungen
- Flaveurs. Éditions Pierre-Marcel Favre, Lausanne 2003, ISBN 2-8289-0750-3

## Ehrungen (Auswahl)
- 1998: Koch des Jahres (Gastronomische Presse Schweiz)[4]
- 1999: Koch des Jahres (Gault-Millau)[4]
- 2006: Chevalier de l’ordre national du Mérite[16]
- 2008: Mérite cantonal vaudois (Auszeichnung durch die Regierung des Kantons Waadt)[17]
- 2013: Ehrendoktorwürde der Universität Tours[18]